# Ariane Pfister-Benda
Ariane Pfister-Benda (* 1946) ist eine deutsche Geigerin.

## Leben
Sie ist die Tochter der Geigerin Lola Benda aus der Musikerfamilie Benda. Sie war Schülerin von Louis Persinger, Lili Kraus, Ricardo Odnopossof und Max Rostal und Gewinnerin der Rio de Janeiro International Violin Competition. Sie hat unter Dirigenten wie Charles Dutoit, Howard Mitchell, Stanislaw Wislocki und Karl Richter gespielt und trat in Nord- und Südamerika sowie in allen wichtigen europäischen Musikzentren auf. Außer einer Aufnahme von Bachs Musikalischem Opfer veröffentlichte sie verschiedene Aufnahmen von Violinkonzerten ihrer böhmischen Namensvettern aus der Vorklassik Franz Benda (1709–1786), Johann Anton Benda und Jan Jiři Benda (1713–1752).

## Diskografie
- Franz Benda/Jan Jiři Benda: Violin-Konzerte in G-Dur, D-Dur und d-moll. Naxos 8.553902
- Franz Benda: Violinkonzert / J. A. Benda: Viola-Konzert. Naxos 8.553994
- Jiři Antonín Benda: Konzert für Klavier und Streicher in h-moll. Allegro – 3. Satz. Label: Pantheon D 07167 (als Violinistin)[2]
- Music of the Benda Family[3]